# Biblioteca pública Manuel Alvar
La Biblioteca Pública del Estado en Madrid "Manuel Alvar" es parte de la red de bibliotecas que la Comunidad de Madrid (España) posee en la región. Situada en el n.º 42 de la calle Azcona, en el barrio de La Guindalera del distrito de Salamanca de la capital de España. Tiene titularidad estatal aunque está gestionada por la Comunidad de Madrid y presta los servicios propios de una biblioteca pública. Asimismo recopila, junto a la Biblioteca Regional de Madrid, el Depósito Legal.
Desde el 22 de abril de 2019, la biblioteca permanece cerrada por reformas. Aún no se ha confirmado cuándo retomará su actividad. El 18 de enero de 2023 se anunció la licitación por obras de reforma de la biblioteca en el Boletín Oficial del Estado (BOE).

## Historia
El edificio que hoy ocupa la BPE en Madrid "Manuel Alvar", fue diseñado por los arquitectos Pérez Pita y Junquera para albergar unos laboratorios farmacéuticos. En 1985 el Ministerio de Cultura compró el edificio para albergar la Biblioteca Pública del Estado en Madrid. La gestión, su colección, sus servicios y el personal de la Biblioteca Pública del Estado en Madrid es gestionado por la Comunidad de Madrid. 
En 2003 pasó a denominarse Manuel Alvar, al acoger los fondos personales donados por el lingüista. Guarda asimismo una importante colección procedente de los fondos que la censura franquista retenía, que solo puede consultarse en sus instalaciones.

## Colección bibliográfica
Fondo de censura: Se denomina así al fondo que se originó por los depósitos que realizaron los impresores y exportadores de libros por la aplicación de la Ley 14/1966 de Prensa e Imprenta, llamada “Ley Fraga”. Se obligaba a los impresores a enviar un ejemplar impreso al Ministerio para la censura. Los importadores de libros tenían que enviar un ejemplar de las obras importadas en número superior a 50 ejemplares. A este fondo se le unieron los ejemplares existentes en el Archivo de dicho Ministerio procedentes de la censura posterior a la Guerra Civil. Hay importantes lagunas por el traslado de parte del fondo al Ministerio de Cultura y la Biblioteca Nacional. Esta colección está compuesta por materiales muy variados: folletos, libros, partituras..., etc, tanto en castellano como en las demás lenguas del Estado. 
Colección "Manuel Alvar": En el año 2003 se incrementan los fondos de la Biblioteca con los materiales del lingüista Manuel Alvar. Esta colección consta de unos 30.000 ejemplares entre libros, folletos, revistas y separatas. Su temática se centra en estudios lingüísticos, lexicográficos y literarios. Contiene los atlas lingüísticos de España e Hispanoamérica realizados por él. Además de sus obras y las tesis doctorales que dirigió, es significativa la colección de poesía de autores hispanoamericanos. 
Colección Histórica Infantil-Juvenil: Esta sección está formada por títulos y autores desde principios del siglo XX. Son materiales que formaron parte de las colecciones de las Bibliotecas Públicas de Madrid. 
Fondos de la Sección Circulante de la Biblioteca Nacional de España: Esta sección se creó en 1941 a imitación de las de 1931 con el propósito de poner a disposición del público, mediante préstamo domiciliario, parte de sus fondos bibliográficos. Esta complementaba la Sala General y estaba constituida por materiales para el público general. Parte de estos volúmenes se transfirieron en 1988 a la Biblioteca Pública del Estado. 
Depósito Legal: Una parte importante de la colección de la Biblioteca Pública del Estado, la constituye el ingreso de ejemplares procedentes del Depósito Legal, obligación del editor de depositar un ejemplar de lo editado en Madrid. A partir de la Ley 23/2011, de 29 de julio de Depósito Legal, los documentos editados desde el año 2012 no son prestables a domicilio, para cumplir así la misión de conservación del Patrimonio Cultural. 

## Horarios
Todos los días de 09:00 a 21:00 h. (fines de semana de 11:00 a 19:00 h.) Para una información detallada:  horarios

## Comunicaciones
- Biblioteca con accesibilidad
- Líneas de autobús de la EMT Madrid: 1, 12, 43, 48, 56, 74
- Estación de metro Diego de León de las líneas 4, 5 y 6 del Metro de Madrid (varios accesos)